# Cyclosa serena
Cyclosa serena là một loài nhện trong họ Araneidae.
Loài này thuộc chi Cyclosa. Cyclosa serena được Herbert Walter Levi miêu tả năm 1999.